# Baquelita

Estructura química de la Bakelita

La baquelita fou la primera substància plàstica totalment sintètica, creada el 1907 i patentada el 1909 i anomenada així en honor del seu creador, l'estatunidenc d'origen belga Leo Baekeland (el Premi Nobel en Química Adolf von Baeyer experimentà amb aquest material el 1872 però no va completar el seu descobriment). La baquelita va entrar a la indústria l'any 1907. Una altra substància plàstica pionera, anterior a la baquelita però feta a partir de la combinació de components naturals, va ser la parkesina, origen del cel·luloide.
Es tracta d'una resina fenòlica que avui en dia encara té aplicacions d'interès. Se sintetitzà a partir de molècules de fenol i formaldehid. Aquest producte pot ser emmotllat a mesura que es forma i esdevé dur en solidificar. És aïllant de l'electricitat, és resistent a l'aigua i als solvents, però fàcilment mecanitzable.
El seu ampli espectre d'ús la va fer aplicable a les noves tecnologies de l'època, com carcasses de telèfons, ràdios i fins i tot estructures de carburadors. S'ha utilitzat fins avui dia en nanses de cassoles.